# Infracytheropteron
Infracytheropteron is een geslacht van uitgestorven kreeftachtigen uit de klasse van de Ostracoda (mosselkreeftjes).

## Soorten
- Infracytheropteron exquisitum (Kaye, 1964) Herrig & Richter, 1990 †
- Infracytheropteron groissi (Knitter, 1984) Herrig & Richter, 1990 †
- Infracytheropteron lindumense (Kaye & Baker, 1965) Herrig & Richter, 1990 †
- Infracytheropteron pseudoelegans Brand, 1990 †
- Infracytheropteron supraliasicum (Herrig, 1981) Herrig & Richter, 1990 †
- Infracytheropteron torosum Brand, 1990 †